# 韩福春
韩福春（1965年2月—），男，汉族，吉林长岭人，中华人民共和国政治人物。省委党校研究生学历。第十三届全国人民代表大会吉林地区代表。

## 生平
1985年8月参加工作。1995年5月加入中国共产党。历任吉林省粮油信息中心主任，吉林省粮油卫生检验监测站站长兼党总支书记，吉林省粮食局副局长、党组成员，吉林省粮食局局长、党组书记。2016年11月，任中共四平市委副书记，市政府党组书记、副市长、代市长。次年1月任市长。2018年2月24日，当选为第十三届全国人大代表。2018年3月，任中共四平市委书记。2020年4月15日，被任命为吉林省人民政府副省长。2023年11月，升任吉林省委常委、统战部部长、省政协党组副书记。